# CFB Suffield
CFB Suffield (engelska: Suffield Airport, Canadian Forces Base Suffield) är en flygbas i Kanada.   Den ligger i provinsen Alberta, i den södra delen av landet, 2 700 km väster om huvudstaden Ottawa. CFB Suffield ligger 770 meter över havet.
Terrängen runt CFB Suffield är platt. Trakten runt CFB Suffield är nära nog obefolkad, med mindre än två invånare per kvadratkilometer..
Trakten runt CFB Suffield består i huvudsak av gräsmarker.